# Blodssystrar (film)
Blodssystrar är en svensk-irländsk-dansk-norsk-finländsk-fransk dokumentärfilm från 2015 i regi av Malin Andersson. Filmen handlar om tvillingsystrarna Johanna och Julia, vars systersymbios förändras när de går in i vuxenlivet.
Andersson producerade filmen och skrev även manus. Den spelades in med Kate McCullough som fotograf och klipptes sedan samman av Erik Bäfving. Musiken komponerades av  Rebekka Karijord och Gustav Wall. Filmen hade biopremiär den 25 september 2015.

## Mottagande
Filmen har medelbetyget 3,8/5 på Kritiker.se, baserat på nio recensioner. Högst betyg fick den av Kommunalarbetaren (4/5), Mr Film (4/5), Nöjesguiden och Svenska Dagbladet (5/6). Aftonbladet, Dagens Nyheter, Moviezine, SR P4 och Sydsvenskan gav den betyget 3/5.

## Musik
- "Come Along" (Text: Joakim Berg, Peter Svensson, musik: Svensson. Framförd av Titiyo.)